# Saul (Händel)
Il Saul HWV 53 è un oratorio di Georg Friedrich Händel composto nel 1738 su libretto di Charles Jennens e rappresentato al King's Theatre di Londra nel 1739.
Ispirato al primo libro di Samuele, racconta la fine della vita di Saul, primo re d'Israele, e l'ascesa del suo successore Davide. L'opera si incentra sul dilemma di Saul che riconosce le qualità di Davide ma ne è geloso. Rispetto alle opere di Händel nelle quali è centrale la musica, nel Saul è essenziale la dimensione teatrale.
Il tema era già stato trattato in opere anteriori, come The Tragedy of King Saul di Roger Boyle del 1703.

## Trama
L'azione si svolge in Palestina intorno all'anno 1010 a.C.

### Atto I
La Scena I è ambientata in un accampamento israelita della valle di Elah, dove si celebra la vittoria su Golia e i filistei. Il popolo grida la gloria di Dio e del re (How excellent thy name o Lord). Il racconto della battaglia è introdotto dalle donne, che esaltano il coraggio di Davide (An infant, raid's by thy command) contro il mostro ateo dall'orgoglio incommensurabile (Along the monster atheist strode). La scena termina con una ripresa del tema iniziale seguito da un Alleluia. Saul offre a Davide in sposa la figlia maggiore Merob, ma ella disprezza l'eroe proprio mentre il fratello Gionata gli offre la sua amicizia e la sorella Micol se ne innamora. Le giovani e il popolo celebrano i meriti di Davide con sempre maggior enfasi (Saul, who hast thy thousands slain [...] David his ten thousand slew). Saul diventa geloso di Davide e chiede a Gionata di ucciderlo.

### Atto II
Quando Gionata ricorda a suo padre i meriti di Davide, Saul si lascia convincere e gli propone di sposare Micol. Poi però lo manda in battaglia nella speranza che vi trovi la morte. Davide invece ne torna vincitore. Saul tenta allora di ucciderlo con un colpo di lancia. Non riuscendovi, accusa il suo stesso figlio Gionata di tradimento e gli scaglia l'arma addosso. Il popolo esprime la sua riprovazione (O fatal consequence of rage).

### Atto III
Nelle prime tre scene Saul parte per consultare la strega di Endor, che lo mette in contatto con il profeta Samuele. Questi predice al re la sua prossima sconfitta contro i filistei, la sua prossima morte e quella di suo figlio. In effetti, nella Scena IV, un amalecita informa Davide della morte di Saul e di Gionata in seguito a una disfatta dell'esercito israelita sul monte Ghilboa. Questa scena termina con una celebre marcia funebre (Dead march). Nella scena che segue, il popolo esprime in un canto di dolore (Mourn Israel) la sua tristezza davanti al cumulo dei cadaveri dei giovani guerrieri caduti, poi celebra il nuovo re Davide in un coro finale di andamento marziale e trionfante (Gird on thy Sword).